# Lanza LTR-25
Radar Lanza LTR-25 (Radar Táctico Largo) es un radar aeronáutico móvil táctico militar fabricado por la empresa española Indra Sistemas.

## Descripción
Este radar táctico móvil del Ejército del Aire y del Espacio opera en banda L. Se utiliza para mejorar la imagen de la situación aérea (TSA) y para apoyar el control del tráfico aéreo (CCA) y la vigilancia del espacio aéreo del Ejército del Aire español, en particular como radar piquete. Son transportables por aire en un avión de transporte militar C-130 o Airbus A400M. Estos radares también detectan aviones de combate de quinta generación stealths como radar contrastealth. El montaje o desmontaje tarda 2 horas.

## Historia
El programa fue lanzado en 2012 por el gobierno español.

## Usuarios
- España Este radar móvil completa la red de radares fijos del tipo Lanza para el Ejército del Aire y del Espacio. Está montado en un vehículo de transporte Mercedes-Benz Actros.  Estos radares móviles complementan los radares Lanza fijos.
- Reino Unido[1] como radar de alerta temprana.